# 姜增伟
姜增伟（1953年5月—），山东龙口人，中华人民共和国政治人物，中国共产党党员。

## 生平
黑龙江大学外语系英语专业毕业，中国矿业大学管理科学与工程博士研究生学历。历任商业部科员、副处长、副处级秘书、正处级秘书；中国商业对外贸易公司副总经理、总经理；国内贸易部消费品流通司司长、总经济师；国家国内贸易局副局长，国有重点大型企业监事会主席等职。2005年10月，任商务部副部长。2010年任商务部党组副书记、副部长，2014年3月起任中国国际贸易促进委员会会长、党组书记。